# BBSジャパン
BBSジャパン株式会社（ビービーエスジャパン）は、車輛用軽合金ホイールの輸出入及び国内製造販売する自動車部品製造メーカーである。かつては小野ホールディングスの子会社のワシマイヤー株式会社で鍛造ホイール製造を行ってきたが、小野グループの経営破綻により、前田工繊の傘下となった。2013年12月1日に同じく小野ホールディングス傘下であった日本BBS株式会社とワシ興産株式会社を吸収合併し現社名に変更した。

## 概要
主に自動車向け鍛造アルミホイールを製造・販売している。ドイツのBBS社と技術提携していたが、2010年に独BBS社が経営破綻し、同社のレーシングホイール製造販売部門と鍛造ホイール製造販売権は、2011年にワシマイヤーが属していた小野グループが買収した。BBSブランドのホイールは、欧米の自動車メーカーはもとよりフォーミュラ1などのレーシングカーにも納入している。
世界標準規格ISO9001、国際規格QS-9000、TS（Technical Specification）16949を認証取得している。
2012年10月26日、東京地方裁判所に小野グループの他の中核2社（ワシ興産、アサヒオプティカル）とともに会社更生手続開始を申立て。2013年9月に前田工繊をスポンサーとする更生計画案が認可され、同年11月1日に前田工繊の完全子会社となった。
自動車レースのフォーミュラ1（F1）とNASCARは、2022年シーズンよりBBSジャパンのホイールを独占的に使用することとなった。期間は、F1は4シーズン、NASCARは3シーズンとなる。

## 沿革
- 1971年（昭和46年）7月29日 - アルミ糸巻きビーム（ボビン）製造メーカーとしてワシマイヤー株式会社設立。
- 1983年（昭和58年）- BBSと技術提携。
- 1985年（昭和60年）- RGワンピースホイールを製作。米国のSEMA SHOWにて、技術革新大賞受賞。鍛造ワンピースホイールの基礎を築く。
- 1991年（平成3年）- F1用マグネシウム鍛造ホイールを製作。
- 1992年（平成4年）- フェラーリのフォーミュラカーにマグネシウム鍛造ホイールを納入。
- 2011年（平成23年）- BBS社のレーシングホイール製造販売部門及び鍛造ホイール製造販売権を買収。
- 2012年（平成24年）- 東京地方裁判所に会社更生手続開始の申立て。
- 2013年（平成25年）
  - 9月 - 更生計画認可。
  - 10月 - 会社分割により、債権者への弁済にあてるホイール事業以外の資産を資産管理会社に分割。
  - 11月 - 100％減資と同時に第三者割当増資を行い、前田工繊の完全子会社となる。
  - 12月 - 子会社である日本BBS株式会社[8]、兄弟会社であるワシ興産を吸収合併し、BBSジャパン株式会社に商号変更。